# La Couarde
Pour les articles homonymes, voir La Couarde-sur-Mer.
La Couarde est une ancienne commune française, située dans le département des Deux-Sèvres en région Nouvelle-Aquitaine.

## Géographie
Cette petite commune est située entre Saint-Maixent-l'École, La Mothe-Saint-Héray et Melle. Elle se trouve au bord de la forêt de l'Hermitain.

## Histoire
Le 1er janvier 2019, la commune fusionne avec Prailles pour former la commune nouvelle de Prailles-La Couarde dont la création est actée par un arrêté préfectoral du 18 septembre 2018.

## Héraldique
| Blason de Couarde (La) | Blason  | D’azur à la croisettes huguenote d’argent au canton dextre du chef, aux quatre arbre terrassés d’or, mouvant du flanc senestre et de la pointe, rangés en barre brochant en partie l’un sur l’autre. |
| Blason de Couarde (La) | Détails | Le statut officiel du blason reste à déterminer. |

## Politique et administration
| Période    | Période | Identité          | Étiquette | Qualité |
| ---------- | ------- | ----------------- | --------- | ------- |
| avant 1988 | 2008    | Jean-Louis Proust |           |         |
| mars 2008  | 2018    | Philippe Caclin   |           |         |

## Démographie
À partir du XXIe siècle, les recensements réels des communes de moins de 10 000 habitants ont lieu tous les cinq ans. Pour La Couarde, cela correspond à 2007, 2012, 2017, etc. Les autres dates de « recensements » (2006, 2009, etc.) sont des estimations légales.
| 1793 | 1800 | 1806 | 1821 | 1831 | 1836 | 1841 | 1846 | 1851 |
| ---- | ---- | ---- | ---- | ---- | ---- | ---- | ---- | ---- |
| 473  | 439  | 455  | 481  | 500  | 536  | 550  | 570  | 563  |

| 1856 | 1861 | 1866 | 1872 | 1876 | 1881 | 1886 | 1891 | 1896 |
| ---- | ---- | ---- | ---- | ---- | ---- | ---- | ---- | ---- |
| 571  | 588  | 571  | 566  | 557  | 518  | 563  | 509  | 521  |

| 1901 | 1906 | 1911 | 1921 | 1926 | 1931 | 1936 | 1946 | 1954 |
| ---- | ---- | ---- | ---- | ---- | ---- | ---- | ---- | ---- |
| 523  | 525  | 511  | 480  | 447  | 389  | 446  | 410  | 400  |

| 1962 | 1968 | 1975 | 1982 | 1990 | 1999 | 2006 | 2007 | 2012 |
| ---- | ---- | ---- | ---- | ---- | ---- | ---- | ---- | ---- |
| 370  | 370  | 302  | 288  | 295  | 284  | 267  | 265  | 261  |

| 2016 | - | - | - | - | - | - | - | - |
| ---- | - | - | - | - | - | - | - | - |
| 270  | - | - | - | - | - | - | - | - |